# (73690) 1991 PU2
(73690) 1991 PU2 – planetoida z pasa głównego asteroid okrążająca Słońce w ciągu 5,52 lat w średniej odległości 3,12 j.a. Odkryta 2 sierpnia 1991 roku.